# Sistema de la Corte Imperial

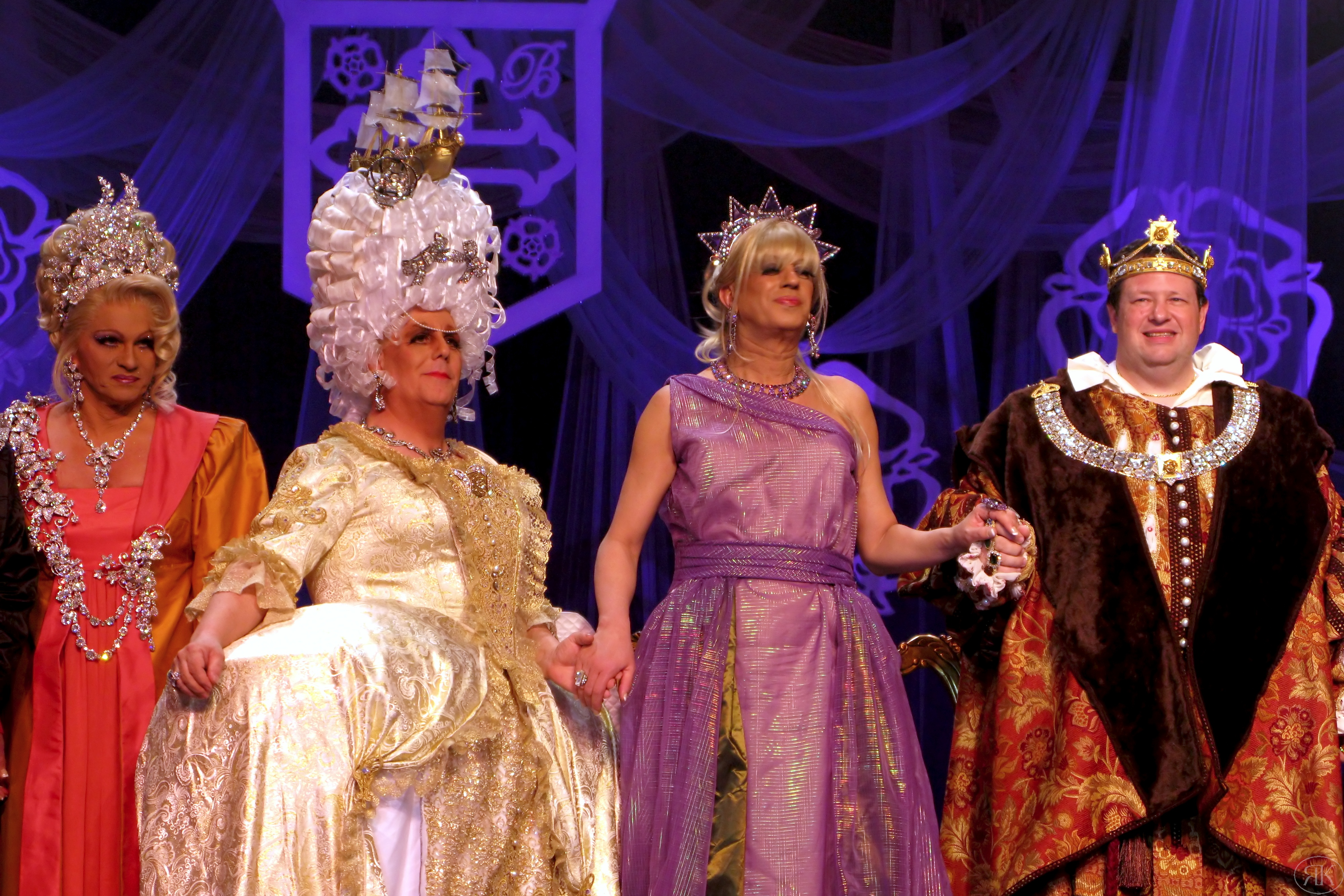
El baile anual de la coronación de la Noche de los Mil Vestidos de la Corte Imperial de Nueva York en Times Square. Craig Hollywood, el emperador de 2007, con su actual emperatriz y dos predecesoras.

El Sistema de la Corte Imperial, también conocido como Sistema de la Corte Imperial Internacional (IICS) o Sistema de la Corte Internacional, es una de las organizaciones LGBT más antiguas y grandes del mundo. El Sistema de la Corte Imperial es una red de organizaciones de base que trabaja para construir relaciones comunitarias en pro de la igualdad y recaudar dinero para causas benéficas mediante la producción de bailes de gala anuales de coronación que invitan a una audiencia ilimitada de asistentes a presentarse en la Corte Real con sus atuendos más elegantes en toda América del Norte junto con numerosos otros eventos de recaudación de fondos cada año, todo en beneficio de sus comunidades. El Sistema de la Corte Imperial es la segunda organización LGBT más grande del mundo, superada solo por la Iglesia de la Comunidad Metropolitana.

## Historia
El Sistema de la Corte Imperial en los Estados Unidos fue fundado en San Francisco (California) en 1965 por José Sarria. Sarria, conocido cariñosamente como "Mama José" o algo similar entre los miembros de la Corte Imperial, adoptó el nombre artístico de "Widow Norton" como referencia a Joshua Norton, un ciudadano muy celebrado del San Francisco del siglo XIX que se había declarado Emperador de los Estados Unidos y Protector de México en 1859.
Sarria pronto se convirtió en el nexo de un grupo de recaudación de fondos con miembros voluntarios que ostentaban títulos nobiliarios otorgados por los líderes de la figura del Emperador y la Emperatriz, elegidos anualmente. En los Estados Unidos, la primera corte fuera de San Francisco fue la de Portland (Oregón), que se unió a San Francisco en 1971 para iniciar el Sistema de Cortes, seguida por Seattle y luego por Vancouver (por la Emperatriz de Canadá, ted northe, quien fue coronada Emperatriz de Canadá en 1964 por la Corte de la Rosa de Portland, Oregón, y que siempre escribía su nombre con minúscula), quien fundó el Sistema de Cortes Canadiense en 1971, después de inspirarse al asistir a un baile en Portland, y así se convirtió en el Sistema de Cortes Internacionales). Estos imperios funcionaron y formularon políticas de manera más o menos independiente hasta que se formó un Consejo de la Corte Imperial dirigido por Sarria para evitar la participación de grupos que no estuvieran estricta y exclusivamente involucrados con la recaudación de fondos de caridad.
La primera Corte adherente al Sistema de la Corte Imperial establecida en México fue la Casa Real-Imperial de Tijuana, fundada en 1982, y cuya primera coronación se realizó el 17 de septiembre de 1983 en Marko Disco, ocasión en que Napoleón VII fue coronada como primera Emperatriz de dicha jurisdicción.
Durante años, algunos capítulos de las Cortes Imperiales Canadienses permanecieron fuera del reconocimiento de Widow Norton y el Consejo de la Corte Imperial por diversas razones, algunas regulatorias y otras relacionadas con la disputa sobre el título de northe. Finalmente, la dirección de la ICS reconoció a northe como La Emperatriz de Todo Canadá, lo que puso fin a una importante disputa entre northe y el sistema internacional de cortes. En 1997, northe fue una de las primeras destinatarias del "Premio José Honores" entregado por Sarria.
Con poca frecuencia, un cisma dentro de un capítulo de la corte ha dado lugar a una "corte rebelde" no reconocida por la organización en su conjunto. La mayoría de estos llamados "tribunales rebeldes" o "tribunales rivales" han colapsado y se han disuelto en unos pocos años.

## Estructura
Cada capítulo judicial individual (o "Imperio") es una organización benéfica sin fines de lucro independiente y legalmente incorporada que recauda fondos y genera conciencia para diversas causas benéficas y cívicas para personas necesitadas dentro de su ámbito. Cada capítulo tiene su propia junta directiva y es responsable financieramente de su propia administración. Además del estatus local sin fines de lucro, muchos tribunales en los Estados Unidos tienen el estatus federal 501(c).
El Consejo de la Corte Imperial, creado en 1995, es una organización sin fines de lucro incorporada creada para asesorar a los capítulos del Sistema de la Corte Imperial y, cuando sea necesario, otorgar o rescindir el reconocimiento por parte del ICS en su conjunto. El consejo también insta a un grado de coherencia en lo que respecta a cuestiones de protocolo a través de proclamaciones que generalmente son observadas por todos los capítulos.
El 17 de febrero de 2007, Sarria (que cumplió 84 años en diciembre de 2006) entregó oficialmente el liderazgo de la ICS a la emperatriz Nicole la Grande de San Diego, California (cuyo verdadero nombre es Nicole Murray-Ramírez), quien ostentaba la designación de heredera aparente número 1 en la línea de sucesión, en una ceremonia celebrada en Seattle (Washington).

Nicole la Grande ha sido la líder titular de la ICS desde entonces. Utiliza el título de "Reina Madre I de las Américas" y ha sido asistida en esta capacidad por su Consejo Privado compuesto por la emperatriz Coco LaChine de Nueva York, NY, el emperador Rick Ford de Long Beach (California), la emperatriz Milo de San Diego (California), la emperatriz Jack-E de Reno (Nevada), la emperatriz Panzi de Nueva York, la emperatriz Remy Martin de San Francisco y otros miembros del Consejo de la Corte Imperial. La reina madre Nicole la Grande ha creado su propia línea de sucesión en reemplazo de las designadas anteriormente por Sarria. Al igual que los monarcas de la antigua línea de sucesión, estos "herederos aparentes" componen el actual Consejo de la Corte Internacional.
Tras la muerte de ted northe en mayo de 2014, Avaughna Sanoir fue elegida como nueva Emperatriz de Canadá en junio.

## Capítulos
El Sistema de la Corte Imperial en los últimos casi cincuenta años ha crecido hasta representar a comunidades en 86 lugares diferentes en los Estados Unidos, Canadá y México. Algunos reinos cubren estados enteros, como Alaska, Connecticut, Hawái, Iowa o Montana, mientras que otros cubren ciudades como Toronto, condados o regiones, las comunidades del condado de Alameda, California o la región del Gran Niágara.
La mayoría de los capítulos son Cortes Imperiales y también se los conoce como "Imperios". Algunos capítulos se denominan "corte ducal" (con poca frecuencia llamado "ducado") o "baronía" (con poca frecuencia llamado "corte baronial"). El término corte ducal se utiliza normalmente en la rara situación en la que el área de un capítulo se superpone con el territorio de un capítulo ya establecido, como es el caso del Gran Consejo Ducal de San Francisco y el Gran Consejo Ducal de Alameda. El término "baronía" se utiliza normalmente cuando un nuevo capítulo aún no se ha elevado por completo al nivel de infraestructura y recaudación de fondos exitosa característicos, y esos capítulos se consideran Cortes Imperiales de pleno derecho. A excepción de los títulos utilizados por los monarcas (es decir, baronesa en lugar de emperatriz, etc.), los capítulos baroniales y ducales funcionan esencialmente de la misma manera que los capítulos encabezados por emperadores y emperatrices.
Como indicador del crecimiento del ICS en la década de 1990, tres de las áreas metropolitanas más grandes de América del Norte (Boston, Chicago y Washington D. C.) establecieron baronías que desde entonces se han convertido en importantes y exitosas Cortes Imperiales.
Como el capítulo más antiguo de la organización, la Corte Imperial de San Francisco se considera la "Corte Madre" del Sistema de Cortes Imperiales. El término "Corte Madre" también se utiliza para un capítulo de la corte que otorga el reconocimiento y el establecimiento de una nueva corte. Por ejemplo, la Corte Imperial de Nueva York es la Corte Madre de la Corte Imperial de Rhode Island en Providence.

## Títulos

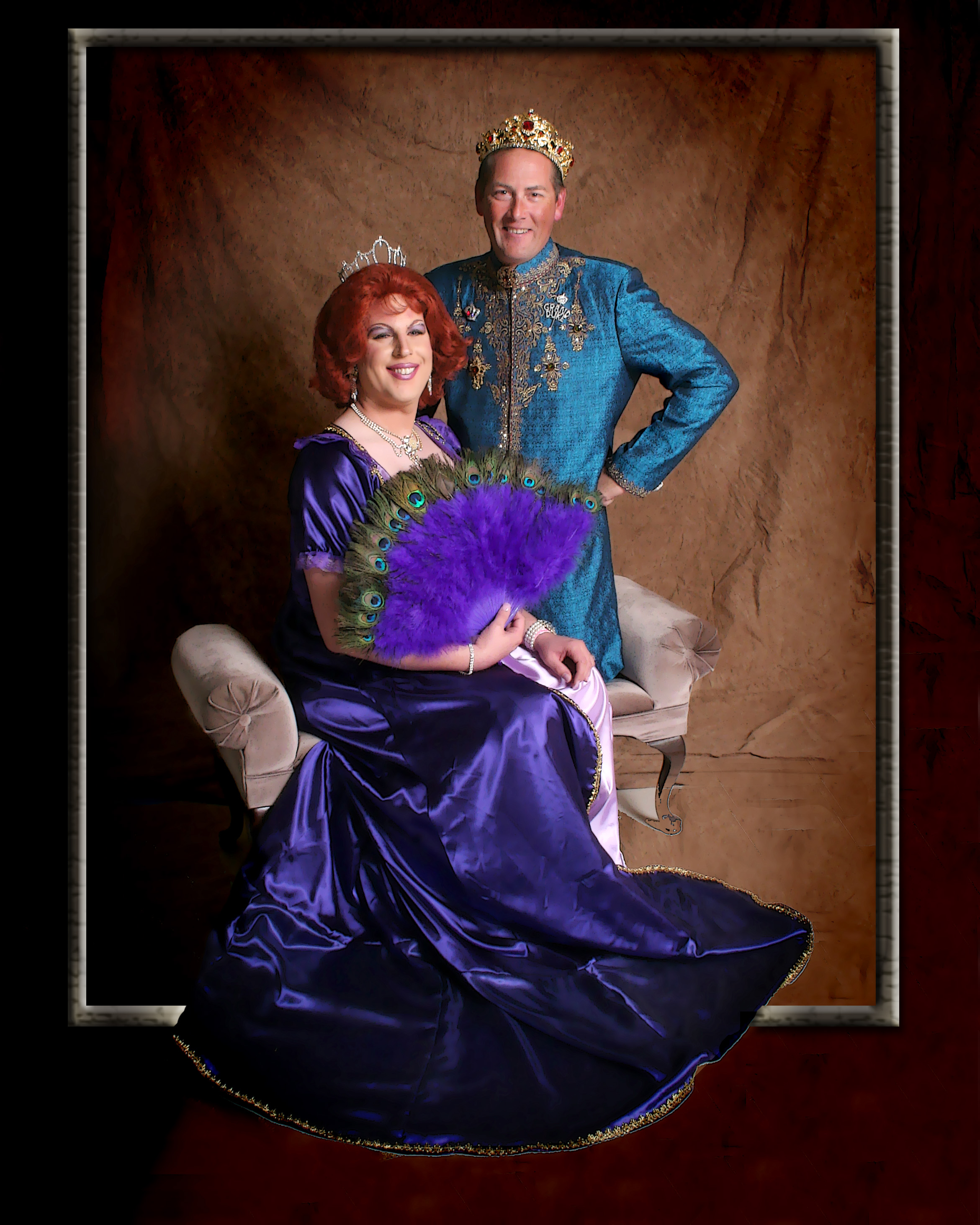
La Gran Duquesa y el Duque XVIII Vivian Lee St. Michael y Ken St. Michael del Gran Ducado Real de los condados de Alameda y Contra Costa (California) en 2009.

Cada corte celebra una "coronación" anual (o "adorno" en el caso de las baronías y cortes ducales), que suele ser el mayor evento de recaudación de fondos del capítulo y al que asisten tanto los habitantes locales como los miembros de otros capítulos de toda Norteamérica. La velada culmina con la ceremonia en la que se corona al nuevo monarca o monarcas. El método por el que se selecciona a los monarcas varía de un capítulo a otro, desde la elección por votación entre los miembros activos en sesión cerrada hasta la elección por votación abierta de la región de la comunidad en la que residen los individuos, celebrada entre una semana y hasta seis meses antes de la coronación, hasta la elección por todos los asistentes la noche de la ceremonia.
El cargo de monarca se toma muy en serio dentro del sistema de la corte y requiere un gran compromiso de tiempo y dinero por parte del titular. En consecuencia, si bien la presencia de una "pareja imperial" es la norma, no es raro que un emperador o una emperatriz reinen solos, dependiendo de la disponibilidad de candidatos debidamente dedicados y carismáticos con los recursos necesarios para cumplir con los requisitos de un reinado de un año.
En el caso más frecuente, varias semanas después de la coronación, el nuevo monarca o los nuevos monarcas presentan sus títulos de la corte en un acto de recaudación de fondos llamado investidura. Los títulos que se otorgan a los miembros varían de un capítulo a otro y se dejan principalmente a la discreción del monarca o monarcas reinantes, el fons honorum (fuente de honor) de su capítulo.
Los títulos típicos otorgados son Príncipe Heredero Imperial, Gran Duquesa, Marqués, Vizconde, etc. Otros apelativos otorgados se asemejan a cargos o profesiones dentro de una corte noble medieval o moderna más que títulos nobiliarios, como "Bufón de la Corte" o "Canciller del Reino", etc. Estos títulos pueden sonar tan serios o tan humorísticamente exagerados como deseen los monarcas. Los títulos se basan tradicionalmente en los utilizados por la nobleza europea (especialmente la nobleza británica), pero nada prohíbe la creación de títulos como Zarina, Rajá o Sultán, y estos también se utilizan a veces.
Los títulos nobiliarios se clasifican según un orden de precedencia, de modo que, por ejemplo, un miembro que ha sido creado como duque tiene precedencia sobre un miembro que ha sido creado como condesa. El principal efecto de esta jerarquía implica el orden en que se presentan los miembros durante el "protocolo", un procedimiento ceremonial endémico de la Corte Imperial en el que se presentan a los miembros de la corte títulos de cortesanos leídos por el maestro de ceremonias a medida que los miembros se acercan a los monarcas que presiden la coronación. Este toque de pompa, que normalmente se reserva para las coronaciones y grandes eventos similares, ofrece a los miembros de la Corte Imperial la oportunidad de mostrar sus títulos y sus trajes a la multitud reunida.
Los monarcas, tanto los actuales como los antiguos, suelen tener permitido crear diversas sociedades, clubes, casas, fraternidades, hermandades, etc., que suelen tener el único propósito de conceder la membresía a las personas a las que desean honrar. Muchas de ellas tienen nombres pintorescos que son grandilocuentes, humorísticos o ambas cosas. Algunos ejemplos son la Casa de las Hadas, Amigos y Frivolidad, la Orden del Lejano Oriente, la Sociedad de la Corona y el Cetro, "La Casa de los Milagros", etc. En algunos casos, la membresía es exclusiva; en otros, se otorga de manera relativamente indiscriminada. A diferencia de los títulos, estas membresías rara vez están reguladas por los estatutos o las juntas directivas de los capítulos.
Similares a las membresías de las sociedades son los "títulos familiares", como la Guarida de la Familia Foxx o la Dinastía Familiar Surrealista. Los monarcas a menudo nombran a las personas como hijos, hijas, hermanos, tíos, etc. Estos también suelen no estar regulados dentro del sistema y pueden otorgarse con tanta libertad o con tanta moderación como desee el monarca.

## Recaudación de fondos

El baile de coronación anual de la Noche de los Mil Vestidos de la Corte Imperial de Nueva York en Times Square (2008).

Debido a la naturaleza descentralizada de la organización y a la falta de coherencia en la gestión de registros en algunos capítulos al principio de su historia, es difícil estimar la cantidad total de dinero recaudado por la ICS. Las ganancias de la famosa "Noche de los Mil Vestidos" de la Corte Imperial de Nueva York han dado como resultado la donación de hasta 67 000 dólares a sus beneficiarios benéficos en un solo fin de semana. Desde su creación, la Corte Imperial de San Diego ha recaudado al menos un millón de dólares. En 2008 (año 22 de su reinado), la Corte Imperial de Toronto otorgó a sus organizaciones benéficas 60 000 dólares bajo el nombre de Emperador 22 Hunter James y Emperatriz 22 Tiffany Louise-Charles.
Cada corte lleva a cabo numerosas recaudaciones de fondos durante todo el año. Los espectáculos de drag, que varían en tamaño desde actuaciones en bares locales hasta eventos en salones de hotel y otros lugares grandes, son la principal forma de recaudar ingresos para obras de caridad. En los últimos años, las secciones de la corte han diversificado sus estrategias de recaudación de fondos para incluir ventas de garaje, rifas de regalos, etc. Los miembros de la corte también solicitan donaciones en eventos LGBT, desfiles del orgullo gay y otros eventos públicos.
Las secciones de la Corte Imperial donan los fondos recaudados a una variedad de causas, incluidas las relacionadas con el sida, el cáncer de mama, el abuso doméstico y la falta de vivienda. Los imperios también han establecido o contribuido a una variedad de becas. Las secciones de la Corte reciben reconocimiento frecuente de funcionarios electos y celebridades por sus contribuciones humanitarias.

## Membresía
La mayoría de los miembros son homosexuales y transexuales, pero la membresía está abierta a todos. Gais, bisexuales, transexuales y heterosexuales han servido como monarcas y miembros de la corte. Drag queens y otros tipos de travestis comprenden colectivamente aproximadamente la mitad de los miembros.
El Sistema de la Corte Imperial también atrae a personas interesadas en diversas formas de disfraces y vestimentas que están dispuestas a prestar su entusiasmo a la cultura de recaudación de fondos caritativos de la corte. Entre ellos se incluyen personas involucradas con la subcultura leather, miembros de la Sociedad para el Anacronismo Creativo y aficionados similares a la recreación histórica, varios tipos de entusiastas del cosplay, etc.
La mayoría de los miembros de la corte, especialmente los monarcas, los exmonarcas y aquellos que aspiran al trono, usan una variedad de atuendos que incluyen coronas elaboradas, cadenas y otras joyas de fantasía que a menudo se hacen a medida para el usuario.

## Grupos relacionados
Muchos miembros de la Corte están involucrados con otros grupos LGBT, especialmente grupos sin fines de lucro que brindan servicios de caridad directamente en lugar de proporcionar los fondos para dichos servicios como lo hace ICS. Además de estos, dos esferas específicas de actividad tienen relevancia para la historia de ICS:
- Belleza competitiva: algunos miembros de la corte también han estado involucrados en la competencia de belleza, especialmente los concursos de drag y las diversas competencias de cuero a través de las cuales las personas pueden calificar para el concurso International Mr. Leather. Al igual que el ICS, estas competencias brindan una oportunidad para obtener títulos mientras se exhibe la apariencia y los talentos de uno. Algunos capítulos de la corte surgieron de la esfera de la competencia de belleza y algunas cortes realizan concursos anuales de "Mr. Gay..." y "Miss Gay..." (o con nombres similares) como parte de su programa de recaudación de fondos.[17][18][19]

- Cultura ball: con menos frecuencia, el Sistema de la Corte Imperial ha tenido membresía superpuesta y empresas conjuntas con casas de drag como las documentadas en Paris is Burning. Por ejemplo, durante la década de 1990, el "Snow Ball" anual en Hartford era a la vez una coronación y una competencia en la que los participantes hacían "caminatas" en varias categorías específicas para ganar trofeos. La ICS tiene innumerables "casas" dentro de sus filas como se mencionó anteriormente. Sin embargo, a diferencia de las casas de la escena de salón de baile como House of Xtravaganza y House of Labeija, las casas dentro de la IICS no son un medio importante de organización dentro del grupo y no hay límite para el número de casas a las que una persona puede pertenecer.[20]